# Parabuthus distridor
Parabuthus distridor ist ein in Südafrika endemisch vorkommender Skorpion der Familie Buthidae.

## Merkmale
Parabuthus distridor ist ein kleiner Skorpion von etwa 45 bis 50 Millimetern Länge. Er hat eine gelbbraune Farbe in verschiedenen Tönen, die Beine und das Telson sind dunkel gelborange, die Kammorgane hell gelborange.
Das Sternum ist fast dreieckig und ebenso lang wie breit. Die Kammorgane haben bei weiblichen Skorpionen 22 bis 23 Zähne, bei männlichen 23 bis 27 Zähne.
Die Telotarsen aller Beine haben stark verlängerte äußere Krallenpaare. An den beiden vorderen Beinpaaren sind die Klauen doppelt so dick und deutlich länger als die der hinteren Beinpaare. Die Pseudonychien der vorderen Beinpaare sind ungewöhnlich stark ausgebildet und doppelt so lang wie die der hinteren. Die ersten drei Beinpaare weisen an den Rückseiten der Telotarsen, Basitarsen und Tibien jeweils eine Reihe kammartig angeordneter kräftiger Setae auf.
Die Oberfläche des Carapax ist vollständig schwach granuliert. Das siebte Tergit ist leicht granuliert, die ersten sechs weisen nur an den äußeren Rändern eine leicht körnige Oberfläche auf. Die Sternite sind glatt und glänzend. Die dorsalen Oberflächen der Segmente des Metasomas und des Telsons sind glatt und glänzend, die Unterseiten sind teilweise oder vollständig schwach granuliert. Die Oberflächen der Chelae und Tibiae der Pedipalpen, der Cheliceren sowie der Beine sind glatt und glänzend, lediglich die Femora haben an Ober- und Außenseiten eine leicht körnige Oberfläche. Die unbeweglichen Finger der Cheliceren weisen innen an der Basis zwei Zähne auf.
Die männlichen Skorpione wirken insgesamt schlanker. Sie haben im Vergleich zu den weiblichen deutlich kürzere Finger der Chelae bei längeren, breiteren und kräftigeren Handrücken. Das Verhältnis der Längen der beweglichem Finger zum Handrücken beträgt etwa 1,10 bis 1,15 bei männlichen und etwa 1,90 bei weiblichen Skorpionen. Männliche Skorpione haben 23 oder mehr, weibliche 23 oder weniger Zähne an den Kammorganen.
Das auffälligste Unterscheidungsmerkmal zu der am nächsten verwandten Art Parabuthus kuanyamarum und allen anderen Arten der Gattung Parabuthus ist das Fehlen der granulierten und manchmal mit ausgeprägten Kielen versehenen Stridulationsflächen auf den ersten beiden Segmenten des Metasomas. Die Vertreter der übrigen Arten erzeugen bei Erregung Geräusche, indem sie ihren Giftstachel wiederholt über die Stridulationsflächen ziehen. Darüber hinaus fehlen an den Segmenten des Metasomas einige der bei anderen Arten zu findenden Kiele.

## Verbreitung und Lebensraum
Die Terra typica von Parabuthus distridor befindet sich im Richtersveld, westlich der Kulturlandschaft Richtersveld, etwa acht Kilometer südlich des Springklipbergs (28° 40′ 0″ S, 16° 53′ 0″ O). Das Verbreitungsgebiet umfasst sandige Bereiche des Richtersveld, die Art wurde nördlich des Oranje nicht nachgewiesen. Parabuthus distridor lebt in seinem gesamten Verbreitungsgebiet syntop mit Parabuthus capensis, jedoch allopatrisch zu seinem Schwestertaxon Parabuthus kuanyamarum.
Das Richtersveld ist eine trockene Bergwüste im äußersten Nordwesten der Provinz Nordkap, an der Grenze zu Namibia. Die klimatischen Bedingungen, mit mittleren jährlichen Niederschlägen von 25 bis 75 Millimetern, haben eine einzigartige Flora und Fauna mit zahlreichen Endemiten hervorgebracht. Die westliche Hälfte des Richtersveld weist große Sandflächen auf, teilweise mit der Bildung von Wanderdünen. Die Fundorte befinden sich in Sandwüsten und der Sukkulentenkaroo.

## Lebensweise
Verschiedene morphologische Anpassungen, insbesondere die stark verlängerten Krallen an den Telotarsen und die Setae an den vorderen Beinen, weisen darauf hin, dass Parabuthus distridor zu den psammophilen Arten der Gattung Parabuthus gehört. Alle aufgefundenen Exemplare wurden während der Nacht auf Sanddünen ruhend entdeckt. Über ihre Lebensgewohnheiten, insbesondere ob sie an den Fundorten auch Wohnröhren graben, liegen keine Erkenntnisse vor.

## Systematik
Parabuthus distridor ist am nächsten mit Parabuthus kuanyamarum verwandt, beide Arten bilden mit den erst 1979 beschriebenen Arten Parabuthus nanus und Parabuthus gracilis eine Klade.

### Erstbeschreibung
Die Erstbeschreibung von Parabuthus distridor erfolgte 1980 durch den südafrikanischen Arachnologen Bruno H. Lamoral nach einer Reihe von Skorpionen, die am Typenfundort gemeinsam mit Opistophthalmus ammopus vorgefunden wurden.

### Typmaterial
Das Typmaterial besteht aus einem weiblichen adulten Holotypus und drei weiblichen und 18 männlichen Paratypen. Der Holotypus, die weiblichen Paratypen und 14 männliche Paratypen befinden sich in der Sammlung des KwaZulu-Natal Museums in Pietermaritzburg. Jeweils ein männlicher Paratyp ist in den Sammlungen des Muséum national d’histoire naturelle in Paris, des Natural History Museum in London, des American Museum of Natural History in New York und der California Academy of Sciences in San Francisco deponiert.

### Etymologie
Der Artname distridor ist von dem lateinischen Verb strīdēre (deutsch: zischen, schwirren, zirpen) mit der verneinenden Vorsilbe dis- abgeleitet, der distridor ist der nicht Zischende. Die Namensgebung bezieht sich auf die für Arten der Gattung Parabuthus typischen und bei Parabuthus distridor fehlenden Stridulationsflächen auf den ersten zwei Segmenten des Metasomas.